# Georg Bruun
Georg Marius Bruun (født 24. marts 1861 i Præstø, død 17. maj 1945 på Kolding Sygehus) var en dansk rektor.
Efter studentereksamen i 1878 fra Schneekloths Skole tog Georg Bruun i 1885 skoleembedseksamen med græsk som hovedfag. Herefter var han fra 1885 og fire år frem ansat ved en af borgerdydskolerne i København, men blev i 1889 førstelærer ved Kolding Latin- og Realskole. Her var han ansat i 40 år, fra 1901 til 1929 som rektor.
Ledelsesstilen var konsekvent og præget af pædagogisk sagkundskab såvel som evner udi administration og organisation. Han blev landskendt som pædagogisk forfatter og som pioner og fortaler for enhedsskolen, der skabtes ved almenskoleloven i 1903. Han blev fra 1902 inddraget i lovforslaget om almenskolen af undervisningsinspektionens formand professor Martin Clarentius Gertz og blev Gertz' nærmeste medarbejder i planlægningen af mellemskolen og gymnasiet.
Georg Bruun var fra 1910 til 1924 medlem af opgavekommissionen for studentereksamen og var fra 1916 til 1923 formand for Gymnasieskolernes Lærerforening, hvis tidsskrift Gymnasieskolen, han redigerede 1916–1918.